# باحريرة (عمد)

تعديل مصدري - تعديل

باحريرة هي إحدى قرى  بمديرية عمد التابعة لمحافظة حضرموت، بلغ تعداد سكانها 56 نسمة حسب تعداد اليمن لعام 2004.